# Сивова, Нина Алексеевна
Нина Алексеевна Сивова (род. 1 января 1945 года, Фурманов) — государственный деятель Российской Федерации, председатель Комиссии по государственным наградам при Президенте Российской Федерации, кавалер ордена «За заслуги перед Отечеством» 4 степени (1994), народный депутат Верховного совета России (1990—1993).

## Биография
Родилась 1 января 1945 году в городе Фурманов Ивановской области.
Завершила обучение и получила диплом о высшем образовании Ивановского государственного медицинского института, по специальности врач-хирург.    
Трудовую деятельность начинала по специальности «врач-хирург», работая в медицинских организациях больницах Архангельской области. С 1986 по 1990 годы работала в должности заведующей хирургическим отделением центральной районной больницы в городе Няндома. 
Активно вела общественную работу, была председателем районного и членом областного комитетов профсоюза медицинских работников. 
С 1990 по 1993 годы являлась народным депутатом Российской Федерации, работала членом Комитета Верховного Совета Российской Федерации по охране здоровья, физической культуре и спорту.  
В 1990 году назначена секретарём Комиссии Президиума Верховного Совета РФ по государственным наградам. В декабре 1991 года утверждена в качестве председателя Комиссии по государственным наградам при Президенте Российской Федерации, (в дальнейшем — Управления по государственным наградам). В июне 2000 года при формировании администрации Президента Российской Федерации В.В.Путина была снова назначена на эту должность.
«За большие заслуги в создании системы государственных наград Российской Федерации и плодотворную государственную деятельность» указом Президента Российской Федерации от 29 декабря 1994 года Нина Алексеевна Сивова была награждена орденом орденом «За заслуги перед Отечеством» 4 степени.
Проживает в городе Москве.

## Награды и звания
- Орден «За заслуги перед Отечеством» IV степени (29 декабря 1994) — за большие заслуги в создании системы государственных наград Российской Федерации и плодотворную государственную деятельность
- Орден Знак Почёта;
- медали.